# Astal (videogioco)
Astal (輝水晶伝説アスタル?, Kisuishou densetsu Asutaru) è un videogioco a piattaforme del 1995 sviluppato e pubblicato da SEGA per Sega Saturn.
Il protagonista del gioco compare in alcuni fumetti della serie Sonic.

## Modalità di gioco
Platform bidimensionale in cui si controlla Astal e il suo uccello. Nella modalità multigiocatore cooperativa il volatile è interamente controllato utilizzando il secondo gamepad, mentre in singolo è possibile scegliere solamente alcune azioni da far eseguire alla creatura.

## Accoglienza
Keith Stuart di The Guardian considerò Astal come uno dei trenta migliori videogiochi dimenticati nel corso del tempo.